# Christopher Pissarides
Christopher Antoniou Pissarides (em grego:  Χριστόφορος Αντωνίου Πισσαρίδης; 20 de fevereiro de 1948) é um economista cipriota de nacionalidade britânica. Seu maior interesse de pesquisa é na área da macroeconomia, especialmente a economia do trabalho, o estudo do crescimento econômico e da política econômica. Pissarides recebeu o Prêmio Nobel de Economia em 2010, junto a Dale Mortensen e Peter Diamond, por "sua análise dos mercados com fricções de procura".
Pissarides é conhecido, principalmente, por sua contribuição à teoria do ajuste, e por estudar as relações entre o mercado de trabalho e a macroeconomia. Ele ajudou a desenvolver a função de ajuste (explicando as derivações do desemprego para o emprego numa determinada época), e foi um dos pioneiros em sua estimação.
Mais recentemente, Pissarides trabalhou no estudo das mudanças estruturais e do crescimento econômico.
O artigo científico mais influente de Pissarides é "Job Creation and Job Destruction in the Theory of Unemployment" (com Dale Mortensen), publicado na revista Review of Economic Studies em 1994. Esse trabalho desenvolveu as contribuições individuais que Mortensen e Pissarides haviam feito nas duas décadas anteriores.
O modelo Mortensen-Pissarides, resultante desse artigo, tornou-se excepcionalmente influente na macroeconomia moderna, e é, na atualidade, parte do currículo da maioria dos cursos de pós-graduação em Economia.
O livro "Equilibrium Unemployment Theory", de Pissarides, é uma referência na literatura macroeconômica do desemprego, está na sua segunda edição, e foi revisado após a colaboração de Pissarides e Mortensen, resultando na análise da geração e da destruição endógenas do emprego.
Em junho de 2020, tornou-se signatário do apelo internacional a favor da economia púrpura («Por um renascimento cultural da economia») publicado no Corriere della Sera, El País e Le Monde.